# Sarah (sång)
"Sarah" är en låt skriven och framförd av Mauro Scocco. Den släpptes som singel och finns på albumet Mauro Scocco 1988.

## Låt och video

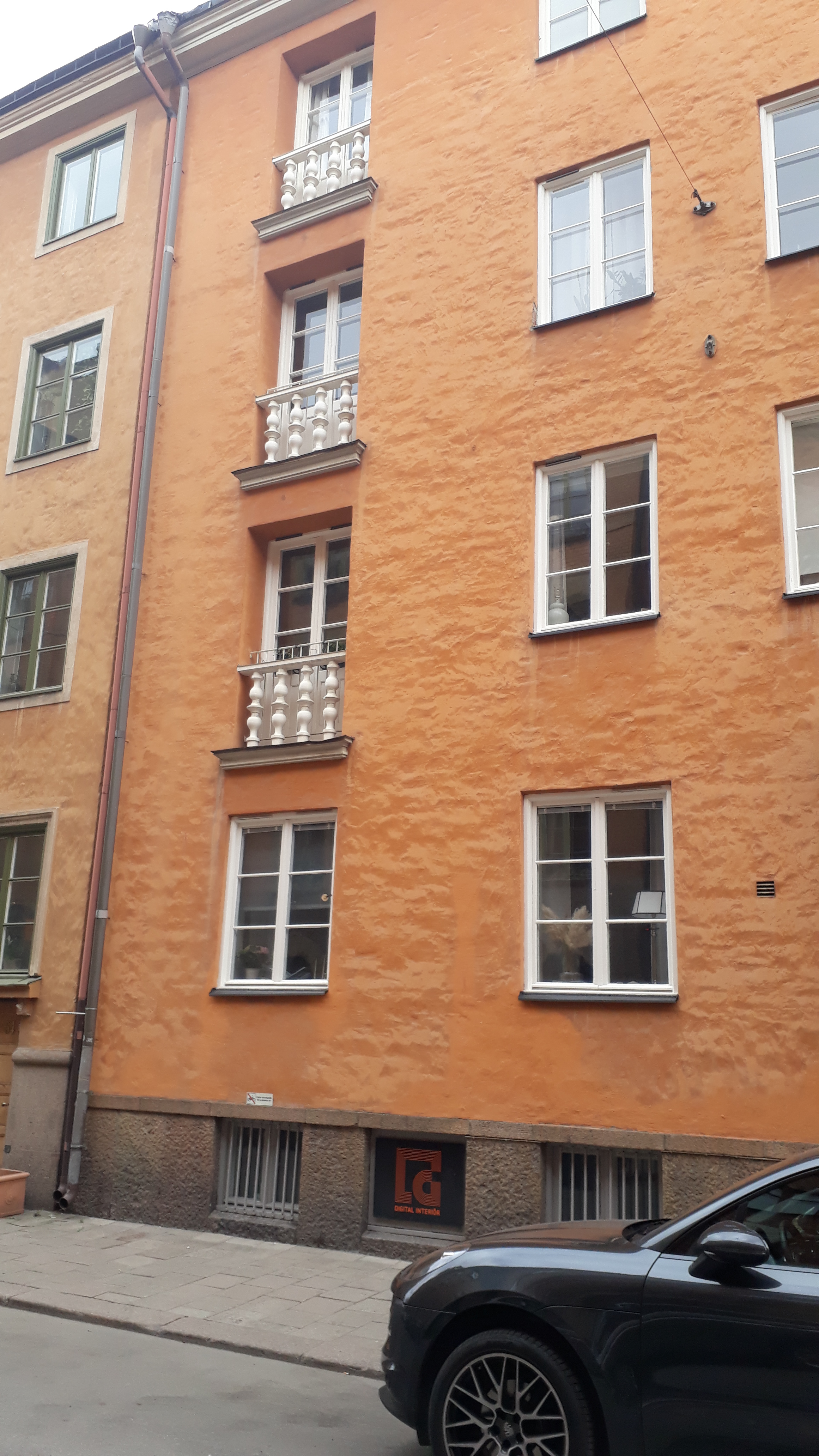
De franska balkongerna på Jungfrugatan 52, där videons Sarah bor.

I TV-programmet Pluras kök, som visades i april 2011, framkom att skådespelaren Elin Klinga hade inspirerat till låten, vilket också senare har bekräftats av Mauro Scocco.
Mauro Scocco skrev om 7 Elevenbutiken i hörnet Valhallavägen och Artillerigatan i refrängens rad "Jag väntar i hörnet vid 7-Eleven". Textraden är inspirerad av Bruce Springsteens låt Racing in the Street och textraden "She’s waiting tonight down in the parking lot, outside the Seven-Eleven store". I videon till låten syns Sarah i ett av de franska fönstren på Jungfrugatan 52, som ligger i närheten av korsningen Valhallavägen och Artillerigatan. I videon förekommer även Beckholmsvägen vid Djurgården där Mauro Scocco ser ut över vattnet.
I videon förekommer, förutom Scocco, även Catarina Svensk (som Sarah), Orup och Johan Kinde.

## Listplaceringar
Låten låg på Svensktoppen i 14 veckor under perioden 7 oktober 1988 – 22 januari 1989, och toppade bland annat listan. Singeln utkom 1988 och toppade även den svenska singellistan. På Trackslistan blev Sarah den mest populära låten på listorna 1988.
| Lista (1988-1989) | Topplacering |
| ----------------- | ------------ |
| Sverige           | 1            |

## Övrigt
- I Dansbandskampen 2008 framfördes låten av Scotts. Den togs även med på Scotts album På vårt sätt 2008.[9]